# Tingena melanamma
Tingena melanamma är en fjärilsart som först beskrevs av Edward Meyrick 1905.  Tingena melanamma ingår i släktet Tingena och familjen praktmalar. Inga underarter finns listade i Catalogue of Life.